# Stierbrunnen (Dresden)

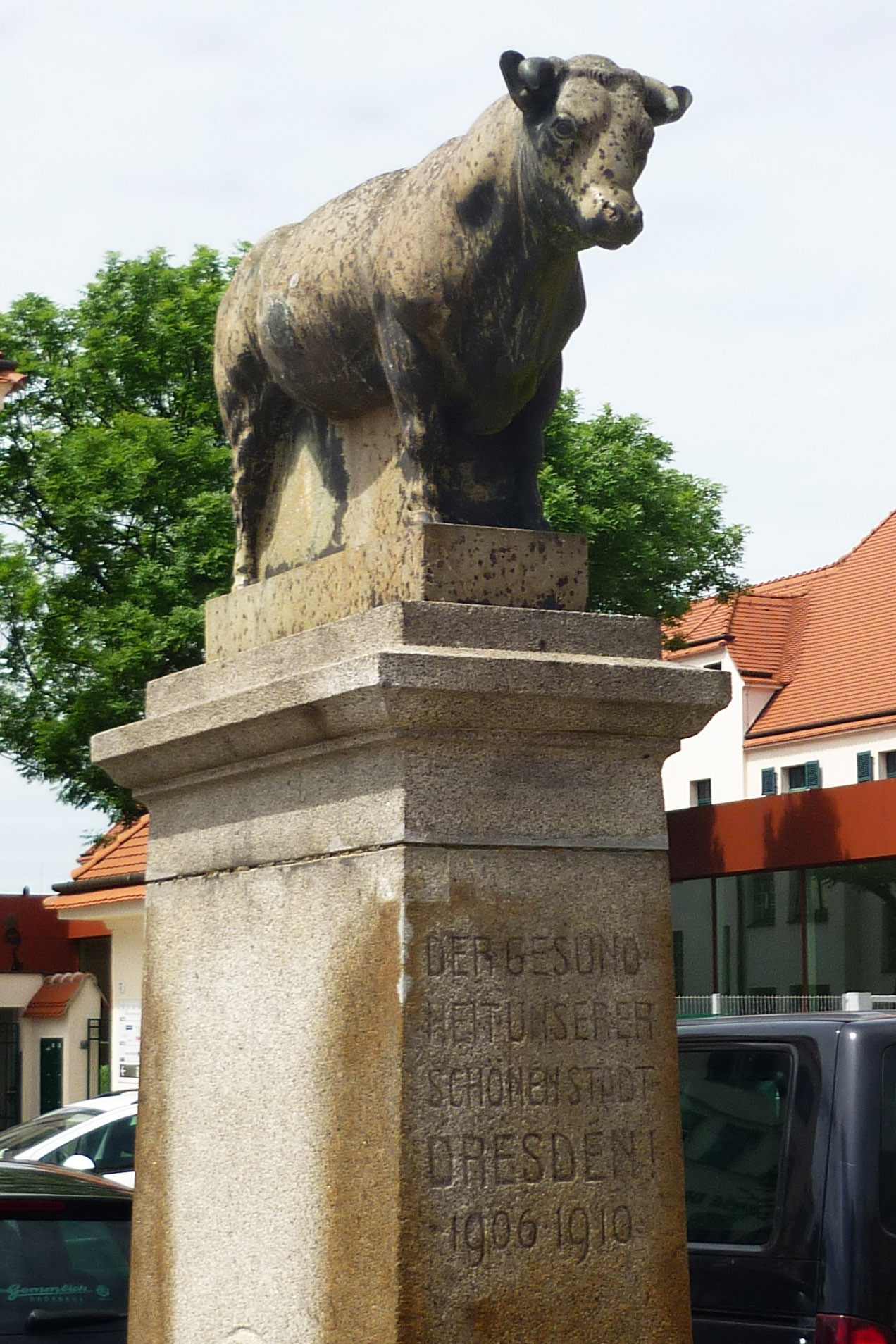
Stierbrunnen (2014)

Der Stierbrunnen ist ein Brunnen im Dresdner Ostragehege und befindet sich unmittelbar am ehemaligen Haupteingang zum Schlachthof, heute Liefereingang der Messe Dresden.
Die Bauarbeiten für einen neuen städtischen Vieh- und Schlachthof begannen im Jahr 1906 unter Leitung des jungen Stadtbaurates Hans Erlwein, der im zuvorliegenden Jahr an den Planungen gearbeitet hatte: Sein Konzept sah architektonisch und städtebaulich einen Komplex aus 68 Einzelgebäuden vor, das im Eingangsbereich architektonisch eher ländliche Strukturen aufwies, um damit auch die Größe der Anlage optisch zu verkleinern. Mehrere gestalterische Elemente sah Erlwein vor, dazu gehörte auch die Aufstellung von Skulpturen und Kleinplastiken.
Für den Eingangsbereich hatte Erlwein einen Brunnen vorgesehen, für dessen Ausführung Georg Wrba den Auftrag erhielt. Wrba schuf einen Brunnen, der einen rechteckigen Granitsockel mit Sandsteinfassungen auf einem Untersockel aus Lausitzer Granodiorit vorsah. Auf diesem Sockel stand ein nach Westen blickender Stier aus Zöblitzer Serpentin. Nördlich und südlich wurden am Granitsockel zwei Löwenköpfe als Relief angebracht, die gleichzeitig als Wasserspender dienen, das in je ein halbrundes Becken abgegeben wird und auch (wenngleich eingeschränkt) als Tränke genutzt werden kann.
Der Brunnen ist 2,95 Meter hoch, die Stierskulptur 53 Zentimeter. Der Untersockel misst 12 × 25 × 76 Zentimeter. Der Granitsockel trägt die Inschrift: DER GESUNDHEIT UNSERER SCHÖNEN STADT DRESDEN! 1906–1910.
Der Brunnen wird mit Trinkwasser betrieben und war im Wesentlichen bis 1980 in Betrieb, danach stand er trocken. 1997 wurde er bei einem LKW-Wendemanöver umgefahren. Nach Sicherung und Einlagerung wurde er 1998 wieder aufgebaut. Es ist nicht bekannt, warum – anstelle der historischen Blickrichtung von 1906/1910 – der Stier nunmehr nach Osten (statt, wie bis vor dem Missgeschick, nach Westen) blickt.
In diesem Zusammenhang wurden 1998 auch die technischen Voraussetzungen für einen erneuten Betrieb (mit Trinkwasser) geschaffen, der Brunnen war jedoch kaum in Betrieb. 2012 wurden Wasserzulauf und technische Anlagen erneuert bzw. repariert, er ist seit Oktober 2012 wieder betriebsfähig.